# Massimo De Lorenzo
Massimo De Lorenzo (Reggio Calabria, 20 marzo 1968) è un attore italiano.

## Biografia
Debutta al cinema nel 1992 nel film Il ladro di bambini di Gianni Amelio. Nella prima metà degli anni novanta recita in tre film di Carlo Verdone: Al lupo al lupo (1992), Perdiamoci di vista (1994) e Viaggi di nozze (1995). Nello stesso 1995 lavora con Marcello Cesena nel film Peggio di così si muore. In televisione debutta nel film ...Se non avessi l'amore (1991).
Negli anni duemila compare in Il terzo segreto di Fatima (2001) e poi fa parte del cast di La omicidi (2004); dal 2007 al 2010 recita nella serie televisiva Boris e successivamente nell'omonima trasposizione cinematografica.
Nel 2011 recita nei film Qualunquemente, con Antonio Albanese, in C'è chi dice no e nella miniserie Il signore della truffa, a fianco di Gigi Proietti. In Pecore in erba (2015) riveste il ruolo del prof. Alfredini, docente universitario.

## Filmografia

### Cinema
- Il ladro di bambini, regia di Gianni Amelio (1992)
- Al lupo al lupo, regia di Carlo Verdone (1992)
- Zafer, regia di Michele Rovini – cortometraggio (1993)
- 18000 giorni fa, regia di Gabriella Gabrielli (1993)
- Perdiamoci di vista, regia di Carlo Verdone (1994)
- De Generazione, regia di Alberto Taraglio, episodio La TV fa male ai bambini (1994)
- Peggio di così si muore, regia di Marcello Cesena (1995)
- Bidoni, regia di Felice Farina (1995)
- Viaggi di nozze, regia di Carlo Verdone (1995)
- Piccole anime, regia di Giacomo Ciarrapico (1998)
- Interferenze, regia di César Meneghetti (1998)
- Scarlet Diva, regia di Asia Argento (2000)
- Denti, regia di Gabriele Salvatores (2000)
- Tutta la conoscenza del mondo, regia di Eros Puglielli (2001)
- Piovono mucche, regia di Luca Vendruscolo (2002)
- Eccomi qua, regia di Giacomo Ciarrapico (2002)
- Manuale d'amore 2 - Capitoli successivi, regia di Giovanni Veronesi (2007)
- Aspettando il sole, regia di Ago Panini (2008)
- Qualunquemente, regia di Giulio Manfredonia (2011)
- Immaturi, regia di Paolo Genovese (2011)
- Boris - Il film, regia di Giacomo Ciarrapico, Mattia Torre e Luca Vendruscolo (2011)
- C'è chi dice no, regia di Giambattista Avellino (2011)
- Parking Lot, regia di Francesco Gasperoni (2011)
- Ex - Amici come prima!, regia di Carlo Vanzina (2011)
- To Rome with Love, regia di Woody Allen (2012)
- Com'è bello far l'amore, regia di Fausto Brizzi (2012)
- Due uomini, quattro donne e una mucca depressa (Como estrellas fugaces), regia di Anna Di Francisca (2012)
- Treulababbu (Le ragioni dei bambini), regia di Simone Contu (2013)
- Un boss in salotto, regia di Luca Miniero (2014)
- La trattativa, regia di Sabina Guzzanti (2014)
- Fratelli unici, regia di Alessio Maria Federici (2014)
- La scuola più bella del mondo, regia di Luca Miniero (2014)
- Ogni maledetto Natale, regia di Giacomo Ciarrapico, Mattia Torre e Luca Vendruscolo (2014)
- Soldato semplice, regia di Paolo Cevoli e Alessio De Leonardis (2015)
- Non c'è più religione, regia di Luca Miniero (2016)
- La cena di Natale, regia di Marco Ponti (2016)
- Beata ignoranza, regia di Massimiliano Bruno (2017)
- Questione di karma, regia di Edoardo Falcone (2017)
- Natale da chef, regia di Neri Parenti (2017)
- Sono tornato, regia di Luca Miniero (2018)
- All You Ever Wished For, regia di Barry Morrow (2018)
- Uno di famiglia, regia di Alessio Maria Federici (2018)
- Cosa fai a Capodanno?, regia di Filippo Bologna (2018)
- Attenti al gorilla, regia di Luca Miniero (2019)
- Io, Leonardo, regia di Jesus Garces Lambert (2019)
- Figli, regia di Giuseppe Bonito (2020)
- Bla Bla Baby, regia di Fausto Brizzi (2022)
- Il principe di Roma, regia di Edoardo Falcone (2022)
- Il giorno più bello, regia di Andrea Zalone (2022)
- Gli addestratori, regia di Andrea Jublin (2024)
- U.S. Palmese, regia dei Manetti Bros. (2024)

### Televisione
- ...Se non avessi l'amore, regia di Leandro Castellani – film TV (1991)
- Un medico in famiglia – serie TV (1998-1999)
- Boris – serie TV, 42 episodi (2007-2022)
- Agrodolce – soap opera (2008-2009)
- Squadra antimafia - Palermo oggi – serie TV, 35 episodi (2013-2016) - ruolo: Bruno Orsini
- Il confine, regia di Carlo Carlei – miniserie TV (2016)
- Cops - Una banda di poliziotti – serie TV (2021)
- Bang Bang Baby – serie TV (2022)
- Resta con me – serie TV, 6 episodi (2023)
- Unwanted - Ostaggi del mare, regia di Oliver Hirschbiegel – miniserie TV (2023)
- I leoni di Sicilia – serie TV, 3 episodi (2023)
- Gloria – serie TV (2024)
- I fratelli Corsaro – serie TV (2024)
- Mike, regia di Giuseppe Bonito – miniserie TV (2024)
- M. Il figlio del secolo, regia di Joe Wright – miniserie TV, 7 puntate (2025)
- Imma Tataranni - Sostituto procuratore – serie TV, episodi 4x01-4x04 (2025)

## Teatro
- Vita da spie, da Heinrich Böll, regia di Massimiliano Milesi (1989)
- Le nuvole di Aristofane, regia di Vincenzo Zingaro (1992)
- Socrate. Una questione morale, da Platone, regia di Cesare Apolito (1993)
- Scuola romana di Enzo Siciliano, regia di Piero Maccarinelli (1994)
- Ubu re di Alfred Jarry, regia di Armando Pugliese (1994)
- Io non c'entro di Giacomo Ciarrapico e Mattia Torre, regia di Giacomo Ciarrapico (1995-1996)
- Tutto a posto di Giacomo Ciarrapico e Mattia Torre, regia di Giacomo Ciarrapico (1997)
- La locandiera di Carlo Goldoni, regia di Marinella Anaclerio (1997)
- Piccole anime di Giacomo Ciarrapico e Mattia Torre, regia di Giacomo Ciarrapico (1998)
- La famiglia dell'antiquario di Carlo Goldoni, regia di Marco Messeri (1998)
- Un incidente di percorso di Franco Cardì, regia di Marcello Cotugno  (1999)
- Il bugiardo di Carlo Goldoni, regia di Marinella Anaclerio e Flavio Albanese (2000)
- L'ufficio di Giacomo Ciarrapico e Mattia Torre, regia di Giacomo Ciarrapico (2001)
- Il servitore di due padroni di Carlo Goldoni, regia di Flavio Albanese (2001)
- Il borghese gentiluomo di Molière, regia di Marinella Anaclerio (2002)
- I cani davanti alla lepre di Luca De Bei, regia di Paolo Sassanelli (2003)
- Il figurante, testo e regia di Mattia Torre (2006)
- Italia oggi, testo e regia di Giacomo Ciarrapico (2006)
- L'alba del terzo millennio, regia di Pietro De Silva (2006)
- Hospitality suite di Roger Rueff, regia di Danilo Nigrelli (2006)
- Sii una cosa e ti ameranno, regia di Marco Pisano (2011)
- 456, regia di Mattia Torre (2011)
- Cyrano de Bergerac di Edmond Rostand, regia di Nicoletta Robello Bracciforti (2018)
- Perfetti sconosciuti, regia di Paolo Genovese (2023)